# Junior sakk-Európa-bajnokság
A junior sakk-Európa-bajnokság a 20 évesnél fiatalabb sakkozók számára 1970 és 2002 között évenként megrendezett verseny. Előzménye az 1962-től Groningenben megrendezett Niemeyer-verseny volt, amely nemhivatalos junior Európa-bajnokságnak tekinthető.
A FIDE 1970-es kongresszusán határozott úgy, hogy hivatalosan létrehozza a junior Európa-bajnokság versenyét, gyakorlatilag adoptálva a Niemeyer-versenyt. A lányok számára 1977/78-tól rendezték meg, eleinte a fiúk versenyétől eltérő helyszíneken, majd 1997-től egy időben és egy helyen zajlottak a versenyek.
A versenyen azok vehettek részt, akik a verseny évének január 1-én még nem töltötték be a 20. életévüket. A versenyt svájci rendszerben, általában 11 fordulóval rendezték.
A magyarok szép eredményeket értek el, a fiúk 4 arany, 3 ezüst és 1 bronzérmet, a lányok 2 arany és 2 ezüstérmet szereztek.
A magyar helyezések:
A fiúk versenyében
- 1. helyezettek:
  - 1969/70 – Adorján András
  - 1970/71 – Ribli Zoltán
  - 1971/72 – Sax Gyula
  - 2000 – Horváth Ádám
- 2. helyezettek:
  - 1967/68 – Adorján András (Anatolij Karpov mögött)
  - 1973/74 – Pintér József
  - 1974/75 – Székely Péter
- 3. helyezettek:
  - 1968/69 – Ribli Zoltán

A lányok versenyében
- 1. helyezettek:
  - 1984 – Mádl Ildikó
  - 1986 – Mádl Ildikó
- 2. helyezettek:
  - 1977 – Kas Rita
  - 1979 – Kovács Márta

## Bajnokok
| Év                           | Helyszín                | Fiú győztes                     | Helyszín                      | Lány győztes                 |
| Niemeyer-verseny             |                         |                                 |                               |                              |
| ---------------------------- | ----------------------- | ------------------------------- | ----------------------------- | ---------------------------- |
| 1962/1963                    | Groningen, Hollandia    | NLD Coenraad Zuidema            |                               |                              |
| 1963/1964                    | Groningen, Hollandia    | NLD Robert Gijsbertus Hartoch   |                               |                              |
| 1964/1965                    | Groningen, Hollandia    | GER Robert Hübner               |                               |                              |
| 1965/1966                    | Groningen, Hollandia    | NLD Hans Ree                    |                               |                              |
| 1966/1967                    | Groningen, Hollandia    | URS Mihail Steinberg            |                               |                              |
| 1967/1968                    | Groningen, Hollandia    | URS Anatolij Karpov             |                               |                              |
| 1968/1969                    | Groningen, Hollandia    | GER Karl-Heinz Siegfried Maeder |                               |                              |
| 1969/1970                    | Groningen, Hollandia    | HUN Adorján András              |                               |                              |
| 1970/1971                    | Groningen, Hollandia    | HUN Ribli Zoltán                |                               |                              |
| Junior sakk-Európa-bajnokság |                         |                                 |                               |                              |
| 1971/1972                    | Groningen, Hollandia    | HUN Sax Gyula                   |                               |                              |
| 1972/1973                    | Groningen, Hollandia    | URS Oleg Romanyisin             |                               |                              |
| 1973/1974                    | Groningen, Hollandia    | URS Szergej Makaricsev          |                               |                              |
| 1974/1975                    | Groningen, Hollandia    | ENG John Nunn                   |                               |                              |
| 1975/1976                    | Groningen, Hollandia    | URS Alekszander Kocsijev        |                               |                              |
| 1976/1977                    | Groningen, Hollandia    | CZE Ľubomír Ftáčnik[1]          |                               |                              |
| 1977/1978                    | Groningen, Hollandia    | ENG Shaun Taulbut               | Újvidék, Jugoszlávia          | POL Bożena Sikora            |
| 1978/1979                    | Groningen, Hollandia    | NLD John van der Wiel           | Nagykikinda, Jugoszlávia      | URS Nana Ioszeliani          |
| 1979/1980                    | Groningen, Hollandia    | URS Alekszandr Csernyin         | Kula, Törökország             | URS Nana Ioszeliani          |
| 1980/1981                    | Groningen, Hollandia    | SWE Ralf Åkesson                | Zenta, Jugoszlávia            | POL Agnieszka Brustman       |
| 1981/1982                    | Groningen, Hollandia    | DEN Curt Hansen                 | Panonia, Jugoszlávia          | URS Elena Sztupina           |
| 1982/1983                    | Groningen, Hollandia    | URS Jaan Elveszt                |                               |                              |
| 1983/1984                    | Groningen, Hollandia    | URS Valerij Szalov              |                               |                              |
| 1984/1985                    | Groningen, Hollandia    | SWE Ferdinand Hellers           | Katowice, Lengyelország       | HUN Mádl Ildikó              |
| 1985/1986                    | Groningen, Hollandia    | URS Alekszandr Khalifman        |                               |                              |
| 1986/1987                    | Groningen, Hollandia    | URS Vaszilij Ivancsuk           | Herkulesfürdő, Romania        | HUN Mádl Ildikó              |
| 1987/1988                    | Arnhem, Hollandia       | URS Borisz Gelfand              |                               |                              |
| 1988/1989                    | Arnhem, Hollandia       | URS Alekszej Drejev             | nem rendezték meg             |                              |
| 1989/1990                    | Arnhem, Hollandia       | URS Grigorij Serper             | Dębica, Lengyelország         | URS Szvetlana Matvejeva      |
| 1990/1991                    | Arnhem, Hollandia       | NOR Rune Djurhuus               |                               |                              |
| 1991/1992                    | Aalborg, Hollandia      | BUL Alekszander Delcsev         |                               |                              |
| 1992                         | Sas van Gent, Hollandia | BLR Alekszej Alekszandrov       | Hradec Králové, Csehszlovákia | Grúzia Nino Khurtsidze       |
| 1993                         | Vejen, Dánia            | RUS Vladiszlav Borovikov        | Svitavy, Csehország           | AZE Ilaha Kadimova           |
| 1994                         | nem rendezték meg       |                                 | Svitavy, Csehország           | BUL Silvia Alekszijeva       |
| 1995                         | Holon, Izrael           | BLR Jurij Shulman               | Zánka, Magyarország           | BUL Marija Velcseva          |
| 1996                         | Siófok, Magyarország    | RUS Andrej Sarijazdanov         | Tapolca, Magyarország         | Grúzia Maja Lomineisvili     |
| 1997                         | Tallinn, Észtország     | ISR Dimitri Tyomkin             | Tallinn, Észtország           | Grúzia Sofiko Tkeshelashvili |
| 1998                         | Jereván, Örményország   | ARM Levon Aronján               | Jereván, Örményország         | Grúzia Sofiko Tkeshelashvili |
| 1999                         | Niforeika, Görögország  | NLD Dennis de Vreught           | Niforeika, Görögország        | SVK Regina Pokorna           |
| 2000                         | Avilés, Spanyolország   | HUN Horváth Ádám                | Avilés, Spanyolország         | ENG Jovanka Houska           |
| 2001                         | Rion, Görögország       | Grúzia Zviad Izoria             | Rion, Görögország             | POL Iweta Radziewicz         |
| 2002                         | Baku, Azerbajdzsán      | Grúzia Zviad Izoria             | Baku, Azerbajdzsán            | AZE Zeinab Mamedzsarova      |